# Каменка (Ивановская область)
Ка́менка — посёлок городского типа, с 2005 года  — Каменское городское поселение муниципально-территориальная единица Вичугского района Ивановской области России. 
Распоряжением Правительства РФ от 29 июля 2014 года № 1398-р «Об утверждении перечня моногородов» пгт включён в категорию «Монопрофильные муниципальные образования Российской Федерации (моногорода) с наиболее сложным социально-экономическим положением».

## География
Расположен на реке Сунже (притоке Волги), в 2 км от её впадения в Волгу, в 25 км к северо-западу от железнодорожной станции Вичуга (на линии Иваново — Кинешма).
Описание границ

Красным цветом выделено Каменское городское поселение на карте Вичугского района

Граница Каменского городского поселения берёт начало от пешеходного моста через реку Сунжу по направлению к деревне Кузнецово, идёт на северо-восток по южному урезу воды реки Сунжи, в районе промышленной зоны фабрики «Красный Октябрь» переходит на север через реку Сунжу, проходит на северо-восток по северной границе жилой застройки, поворачивает на юго-восток в конце жилой застройки до оси реки Сунжи, затем уходит до фарватера реки Волги, идёт по фарватеру на восток, возвращается на юго-запад по урезу рек Волги и Сунжи, поворачивает на юг по оврагу до границы зелёных насаждений, поворачивает на запад по границе зелёных насаждений, огибает берёзовую рощу и выходит на дорогу Вичуга — Каменка в районе бывшего автотранспортного предприятия (южная граница берёзовой рощи), далее граница доходит до ЛЭП и идёт на юго-запад и запад по границе застройки, по границе застройки на запад и северо-запад и возвращается к началу отсчёта. С восточной стороны (участок от берега по оврагу и границам зелёных насаждений) примыкает к деревне Семигорье.

## Население
| 1872  | 1897  | 1959  | 1970  | 1979  | 1989  | 2002  | 2009  | 2010  |
| ----- | ----- | ----- | ----- | ----- | ----- | ----- | ----- | ----- |
| 7     | ↗212  | ↗3668 | ↗4195 | ↘4091 | ↗4341 | ↘4269 | ↘4027 | ↘3981 |
| 2012  | 2013  | 2014  | 2015  | 2016  | 2017  | 2018  | 2019  | 2020  |
| ↘3887 | ↘3829 | ↘3809 | ↘3718 | ↗3723 | ↘3650 | ↘3588 | ↘3521 | ↘3483 |
| 2021  |       |       |       |       |       |       |       |       |
| ↗3689 |       |       |       |       |       |       |       |       |

## История
История селения Каменка началась в 1868 году, когда вичугский предприниматель Александр Павлович Коновалов (1812—1899) основал текстильное производство — построил отделочную фабрику "при речке" Сунже.  Впоследствии фабрика стала одним из видных текстильных предприятий лёгкой промышленности страны.
Первые упоминания о местности, на которой расположен посёлок Каменка, встречаются в писцовой книге по Костроме первой половины XVII века: «Пустошь Каменка на реке на Сунже пашни перелогом середние земли четь, да лесом поросло семь чети в поле а в дву потомуж, сена пять копен». В то время пустошь Каменка входила в состав земельных угодий, принадлежавших князю Андрею Ивановичу Шестунову с центром в селе Семигорье. В документах XVII века Каменка не упоминалась как деревня и не была заселена. Название «Каменка» — гидроним, означающий речку или ручеёк с каменистым дном.
В отказной книге по Костроме 1714 года есть одно из немногих упоминаний о Каменке как населённом пункте: «Половина др., что была пустошь Каменка Калинкино тож на речке на Сунже, а в ней крестьян. Василей да Тимофей, да Тимофей Тимофеевы дети. У Василья сын Нефед семи лет. Максим Карпов у него сын Нефед двацети пяти лет. Ананья Тимофеев у него детей Иван тритцати лет. У Ивана детей Степан дватцети лет, Василей дватцети лет. У Ивана детей Михайло девяти лет, Матвей семи лет. У Степана сын Яков полутора году. Пашни дватцеть вос[е]м четвертей». В это время в деревне Каменка было три крестьянских двора.
Вскоре деревня Каменка опустела и превратилась в пустошь. Из ревизии 1748 года известно, что крестьяне из деревни Каменки были переведены в село Семигорье. Среди них был Василий Тимофеев с сыном Фёдором и внуком Захаром (сыном Нефеда).
При покупке части села Семигорья с окрестными землями князем И. Б. Козловским у своего тестя Д. Ф. Потёмкина в 1724 году упоминалась Каменка, бывшая тогда деревней. Жена князя Ивана Борисовича Козловского Марфа завещала все свои владения отцу после смерти, включая водяную мельницу в деревне Каменка, которую она купила у местного помещика рейтара Гаврилы Терентьевича Ярцова.
В первой половине XIX века пустошь Каменка была поделена между двумя владельцами: князем И. Д. Козловским и графом А. И. Рибопьером. 25 октября 1846 года князь продал свою половину плесскому купцу Геннадию Васильевичу Частухину. Проданная половина включала более 30 десятин земли и 3 десятины с водяной мельницей, которую купец перевёз в Плёс. 1 мая 1868 года сын купца, Николай Геннадьевич, продал землю А. П. Коновалову для постройки фабрики. К этому времени половина пустоши Частухиных называлась Верхняя и Нижняя Каменка. Внук графа Александра Ивановича Рибопьера, Георгий Иванович Рибопьер, и его родственники также продали Коновалову свои владения. С 1890 года этой половиной пустоши владел сын А. П. Коновалова Иван Александрович. По данным 1906 года, под фабрикой и другими строениями находилось более 27 десятин земли.
По сведениям Центрального статистического комитета Министерства внутренних дел, опубликованным в «Списках населённых мест Костромской губернии по сведениям 1870-72 годов», под № 5479 значится: «Костромской губернии Кинешемского уезда, 1-го стана, Каменка  — усадьба, на правом берегу Волги. Расстояние в верстах от уездного центра — 21, от становой квартиры — 17; число дворов — 1 (один); число жителей 18 чел, из них мужского пола — 10 чел., женского — 8 чел.; при усадьбе фабрика».
В 1907 году в Каменке проживало 212 человек обоего пола.
В 1911 году фабрика Товарищества мануфактур Ивана Коновалова с сыном имела производительность в 1 000 000 рублей и насчитывала 850 рабочих. Заведующим фабрикой был Владимир Антонович Куницкий, его помощником — Аркадий Константинович Гоголин, заведующим хозяйственной частью — Николай Алексеевич Русин, механиком — Николай Федорович Русин.
После Октябрьской революции фабрика была национализирована, что ознаменовало начало её новой истории и истории самого посёлка Каменка.

## Экономика
Основное, градообразующее предприятие посёлка — текстильная (отделочная) фабрика «Красный Октябрь». В настоящее время входит в состав «ТК Русский дом». Одним из основных направлений развития предприятия является выпуск тканей для спецодежды, в том числе камуфлированные ткани для нужд федеральных ведомств. Действуют другие предприятия: «Альфа»; «Бисер»; «Вера»; НТЦ «Керамика».
На территории муниципального образования зарегистрированы три крестьянских фермерских хозяйства, ведётся производство сельхозпродукции в личных подсобных хозяйствах и трёх садоводческих товариществах. Осуществляют свою деятельность 17 продовольственных магазинов, четыре хозяйственных, три магазина одежды, два кафе. В помещениях фабрики «Красный Октябрь» открыта торговая точка по продаже продовольственных товаров.
В Каменке зарегистрированы 52 индивидуальных предпринимателя, из них осуществляют свою деятельность непосредственно в посёлке Каменка — 42 и 8 предпринимателей из других территорий. Всего в посёлке 40 предпринимателей, оказывающих услуги розничной и оптовой торговли; два — услуги общественного питания; три — транспортные; один — медицинские; два — парикмахерские; три — производство столярных и плотничных работ, два индивидуальных предпринимателя в сфере розничной торговли.

## Достопримечательности
В пределах поселения имеется рукотворный памятник природы — «Берёзовая роща» (более 5 кв. км.),  посаженная здесь более ста лет назад при усадьбе владельца и основателя фабрики Коновалова.

## Общественный транспорт
Каменка связана автобусными маршрутами с Вичугой (маршруты №№ 210, 214),Кинешмой (маршруты №№ 213, 583) и Ивановом (маршрут № 583).